# Erpodium noguchianum
Erpodium noguchianum là một loài rêu trong họ Erpodiaceae. Loài này được I.G. Stone mô tả khoa học đầu tiên năm 1997.